# Pedro Calado
Pedro Miguel Amaro de Bettencourt Calado (Lisboa, 3 de outubro de 1971) é um gestor e político português, militante do Partido Social Democrata. Foi vice-presidente do Governo Regional e dos Assuntos Parlamentares da Madeira de 2019 a 2021 e presidente da Câmara Municipal do Funchal entre 2021 e 2024. Renunciou à presidência da Câmara Municipal após ter sido detido para interrogatório judicial e constituído arguido por suspeita da prática de crimes económico-financeiros.

## Biografia
Concluiu o bacharelato em Gestão de Empresas pelo Instituto Superior de Gestão de Santarém em 1992 e a licenciatura em Estatística e Gestão de Informação pela Universidade Nova de Lisboa em 1994.
Antes de ocupar qualquer cargo público, trabalhou na KPMG, no Banco Espírito Santo, na Caixa Geral de Depósitos e na Previsão - Empresa de Contabilidade e Formação Profissional, tendo sido diretor-geral desta última.
Em 2005, é eleito vereador da Câmara Municipal do Funchal pelo PPD/PSD, na mesma lista de Miguel Albuquerque, presidente da Câmara. São-lhe atribuídos os pelouros das Finanças, Direção Geral, Recursos Humanos, Concursos e Notariado, entre outros. Chega a vice-presidente da Câmara Municipal em 2012. Passado um ano, regressa à atividade privada, desta vez como assessor da administração do Grupo AFA.
Em 2017, é convidado por Miguel Albuquerque para vice-presidente do XII Governo Regional da Madeira, cargo que continuou a exercer no XIII Governo Regional, desta feita com o título de vice-presidente e dos Assuntos Parlamentares, entre 2019 e 2021. A 16 de agosto de 2021, abandonou o XIII Governo Regional para encabeçar a candidatura de coligação PPD/PSD.CDS-PP à presidência da Câmara Municipal do Funchal nas eleições autárquicas de 2021. Foi eleito presidente da Câmara Municipal do Funchal, derrotando o candidato da Coligação Confiança e presidente recandidato, Miguel Silva Gouveia.
Enquanto co-piloto de Alexandre Camacho, venceu o Rali Vinho Madeira de 2017, 2018 e 2019.
Em 24 de janeiro de 2024, a Polícia Judiciária fez cerca de 130 buscas, na Madeira e no Continente, no âmbito de três processos judiciais. Pedro Calado foi detido nesse dia, assim como dois empresários, Avelino Farinha do Grupo AFA e Custódio Correia do Grupo Socicorreia. Também Miguel Albuquerque, presidente do Governo Regional da Madeira, foi constituído arguido. Em 29 de janeiro de 2024, renunciou ao cargo de presidente da Câmara do Funchal, sendo substituído por Cristina Pedra, ficando o vereador Bruno Pereira como vice-presidente. Em 14 de fevereiro de 2024, Pedro Calado e os dois empresários foram libertados, ficando a aguardar o desenrolar do processo em liberdade.